# Cosges
Cosges est une commune française située dans le département du Jura, dans la région culturelle et historique de Franche-Comté et la région administrative Bourgogne-Franche-Comté.

## Géographie
Cosges fait partie de la Bresse jurassienne. La commune est traversée par la Seille, qui coule entre Nance et Le Tartre.

### Climat
Pour des articles plus généraux, voir Climat de la Bourgogne-Franche-Comté et Climat du département du Jura.
En 2010, le climat de la commune est de type climat des marges montargnardes, selon une étude du Centre national de la recherche scientifique s'appuyant sur une série de données couvrant la période 1971-2000. En 2020, Météo-France publie une typologie des climats de la France métropolitaine dans laquelle la commune est exposée à un climat semi-continental et est dans la région climatique  Bourgogne, vallée de la Saône, caractérisée par un bon ensoleillement (1 900 h/an), un été chaud (18,5 °C), un air sec au printemps et en été et des vents faibles.
Pour la période 1971-2000, la température annuelle moyenne est de 10,8 °C, avec une amplitude thermique annuelle de 17,4 °C. Le cumul annuel moyen de précipitations est de 1 048 mm, avec 12,2 jours de précipitations en janvier et 8,4 jours en juillet. Pour la période 1991-2020, la température moyenne annuelle observée sur la station météorologique de Météo-France la plus proche, « Lombard », sur la commune de Lombard à 9 km à vol d'oiseau, est de 12,1 °C et le cumul annuel moyen de précipitations est de 1 128,6 mm. 
La température maximale relevée sur cette station est de 39,5 °C, atteinte le 24 juillet 2019 ; la température minimale est de −16,5 °C, atteinte le 5 février 2012,,.
Les paramètres climatiques de la commune ont été estimés pour le milieu du siècle (2041-2070) selon différents scénarios d'émission de gaz à effet de serre à partir des nouvelles projections climatiques de référence DRIAS-2020. Ils sont consultables sur un site dédié publié par Météo-France en novembre 2022.

## Urbanisme

### Typologie
Au 1er janvier 2024, Cosges est catégorisée commune rurale à habitat dispersé, selon la nouvelle grille communale de densité à sept niveaux définie par l'Insee en 2022.
Elle est située hors unité urbaine. Par ailleurs la commune fait partie de l'aire d'attraction de Lons-le-Saunier, dont elle est une commune de la couronne,. Cette aire, qui regroupe 139 communes, est catégorisée dans les aires de 50 000 à moins de 200 000 habitants,.

### Occupation des sols
L'occupation des sols de la commune, telle qu'elle ressort de la base de données européenne d’occupation biophysique des sols Corine Land Cover (CLC), est marquée par l'importance des territoires agricoles (85,6 % en 2018), en diminution par rapport à 1990 (87,2 %). La répartition détaillée en 2018 est la suivante : 
terres arables (53,7 %), zones agricoles hétérogènes (31,8 %), forêts (12,8 %), zones urbanisées (1,6 %). L'évolution de l’occupation des sols de la commune et de ses infrastructures peut être observée sur les différentes représentations cartographiques du territoire : la carte de Cassini (XVIIIe siècle), la carte d'état-major (1820-1866) et les cartes ou photos aériennes de l'IGN pour la période actuelle (1950 à aujourd'hui).

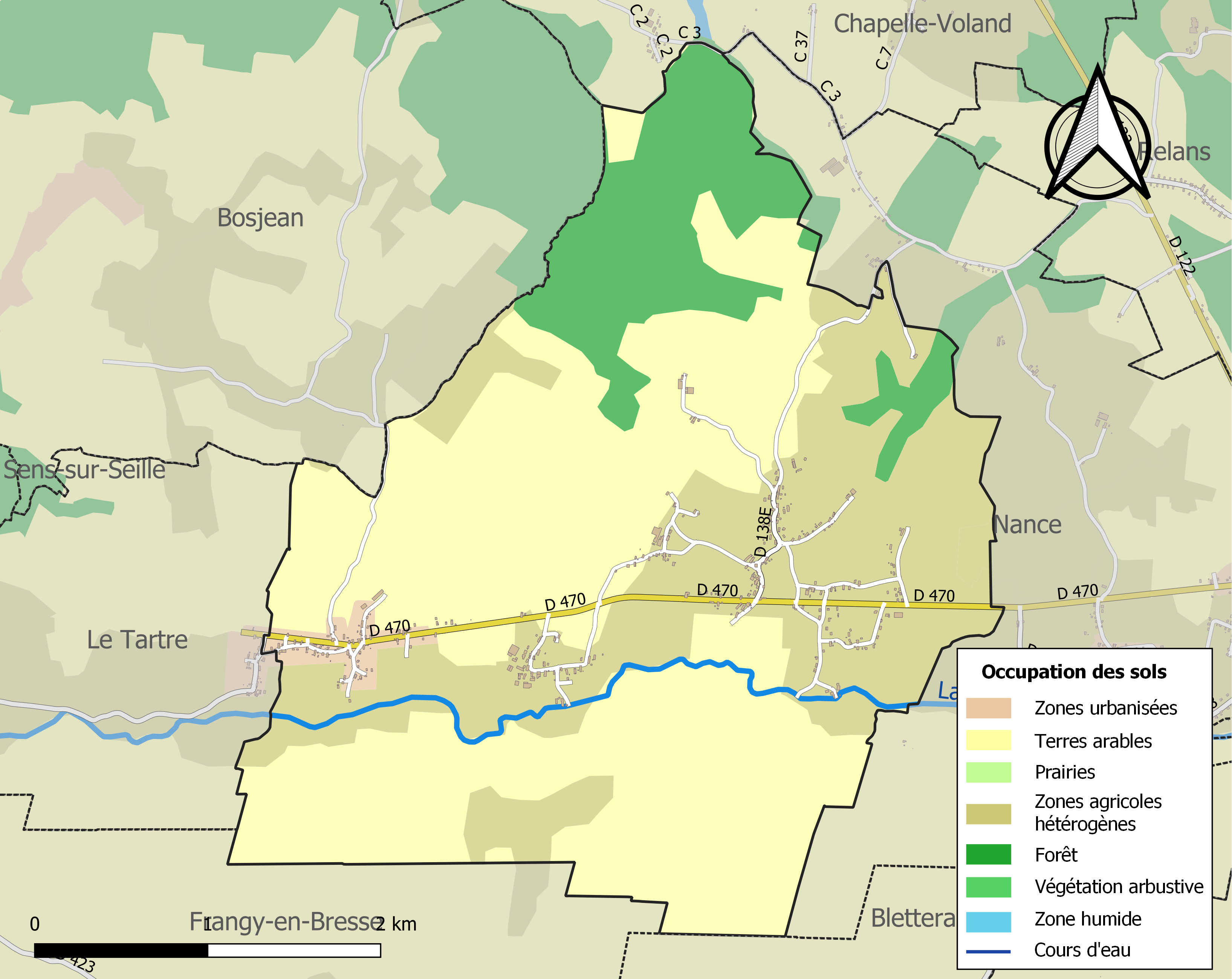
Carte des infrastructures et de l'occupation des sols de la commune en 2018 (CLC).

## Histoire
Entre 1790 et 1794, la commune de Cosges fusionne avec celle de Bourgeaux. En 1821, elle est réunie à celle de Sottessard.

### Légende

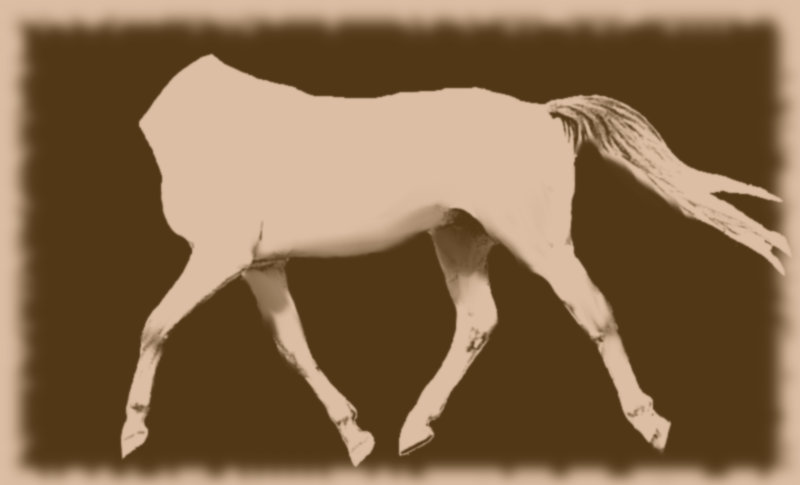
Un cheval blanc sans tête.

Une légende est mentionnée par les habitants de Cosges, dans le canton de Bletterans et les plaines qui s'étendent à l'ouest du Jura. Leur ciel est traversé par un chasseur aérien qui presse les flancs d'un cheval ailé. Ils mentionnent également un cheval blanc sans tête, qui emporte ses voyageurs dans l'espace d'où ils ne reviennent jamais.

## Politique et administration

### Tendances politiques et résultats

#### Élections Régionales
Le village de Cosges place la liste "Notre Région Par Cœur" menée par Marie-Guite Dufay, présidente sortante (PS) en tête, dès le 1er tour des Élections régionales de 2021 en Bourgogne-Franche-Comté, avec 37.50 % des suffrages. Lors du second tour, les habitants décideront de placer de nouveau la liste de "Notre Région Par Cœur" menée par Marie-Guite Dufay, présidente sortante (PS) en tête, avec cette fois-ci, près de 52.58 % des suffrages. Devant les autres listes menées par Julien Odoul (RN) en seconde position avec 22,68 %, Gilles Platret (LR), troisième avec 19,59 % et en dernière position celle de Denis Thuriot (LaREM) avec 5,15 %. Il est important de souligner une abstention record lors de cette élection qui n'ont pas épargné le village de Cosges avec lors du premier tour 66,55 % d'abstention et au second, 64,41 %.

#### Élections Départementales
Le village de Cosges faisant partie du Canton de Bletterans place le binôme de Philippe Antoine (LaREM) et Danielle Brulebois (LaREM), en tête, dès le 1er tour des Élections départementales de 2021 dans le Jura, avec 73,40 % des suffrages. Lors du second tour, les habitants décideront de placer de nouveau le binôme de Philippe Antoine (LaREM) et Danielle Brulebois (LaREM), en tête, avec cette fois-ci, près de 76,53 % des suffrages. Devant l'autre binôme menée par Josiane Hoellard (RN) et Michel Seuret (RN) qui obtient 23,47 %. Il est important de souligner une abstention record lors de cette élection qui n'ont pas épargné le village de Cosges avec lors du premier tour 65,48 % d'abstention et au second, 64,41 %.

### Liste des maires de Cosges
| Période    | Période   | Identité             | Étiquette | Qualité     |
| ---------- | --------- | -------------------- | --------- | ----------- |
| avant 1995 | ?         | Bernard Chateau      |           |             |
| mars 2001  | mars 2008 | Monique Favier       |           |             |
| mars 2008  | mars 2014 | Claude Barlet        |           |             |
| mars 2014  | 2020      | Jean-Noël Rebouillat | DVD       | Agriculteur |
| 2020       | En cours  | Joël Sotret          |           |             |

## Démographie
L'évolution du nombre d'habitants est connue à travers les recensements de la population effectués dans la commune depuis 1793. Pour les communes de moins de 10 000 habitants, une enquête de recensement portant sur toute la population est réalisée tous les cinq ans, les populations de référence des années intermédiaires étant quant à elles estimées par interpolation ou extrapolation. Pour la commune, le premier recensement exhaustif entrant dans le cadre du nouveau dispositif a été réalisé en 2004.

En 2022, la commune comptait 356 habitants, en évolution de −2,73 % par rapport à 2016 (Jura : −0,81 %, France hors Mayotte : +2,11 %).
| 1793 | 1800 | 1806 | 1821 | 1831 | 1836 | 1841 | 1846 | 1851 |
| ---- | ---- | ---- | ---- | ---- | ---- | ---- | ---- | ---- |
| 651  | 680  | 714  | 661  | 925  | 923  | 899  | 797  | 836  |

| 1856 | 1861 | 1866 | 1872 | 1876 | 1881 | 1886 | 1891 | 1896 |
| ---- | ---- | ---- | ---- | ---- | ---- | ---- | ---- | ---- |
| 766  | 742  | 745  | 755  | 757  | 688  | 705  | 687  | 654  |

| 1901 | 1906 | 1911 | 1921 | 1926 | 1931 | 1936 | 1946 | 1954 |
| ---- | ---- | ---- | ---- | ---- | ---- | ---- | ---- | ---- |
| 673  | 643  | 591  | 524  | 508  | 448  | 445  | 372  | 390  |

| 1962 | 1968 | 1975 | 1982 | 1990 | 1999 | 2004 | 2006 | 2009 |
| ---- | ---- | ---- | ---- | ---- | ---- | ---- | ---- | ---- |
| 340  | 282  | 283  | 282  | 292  | 301  | 283  | 283  | 322  |

| 2014 | 2019 | 2022 | - | - | - | - | - | - |
| ---- | ---- | ---- | - | - | - | - | - | - |
| 361  | 360  | 356  | - | - | - | - | - | - |

## Culture locale et patrimoine

### Lieux et monuments

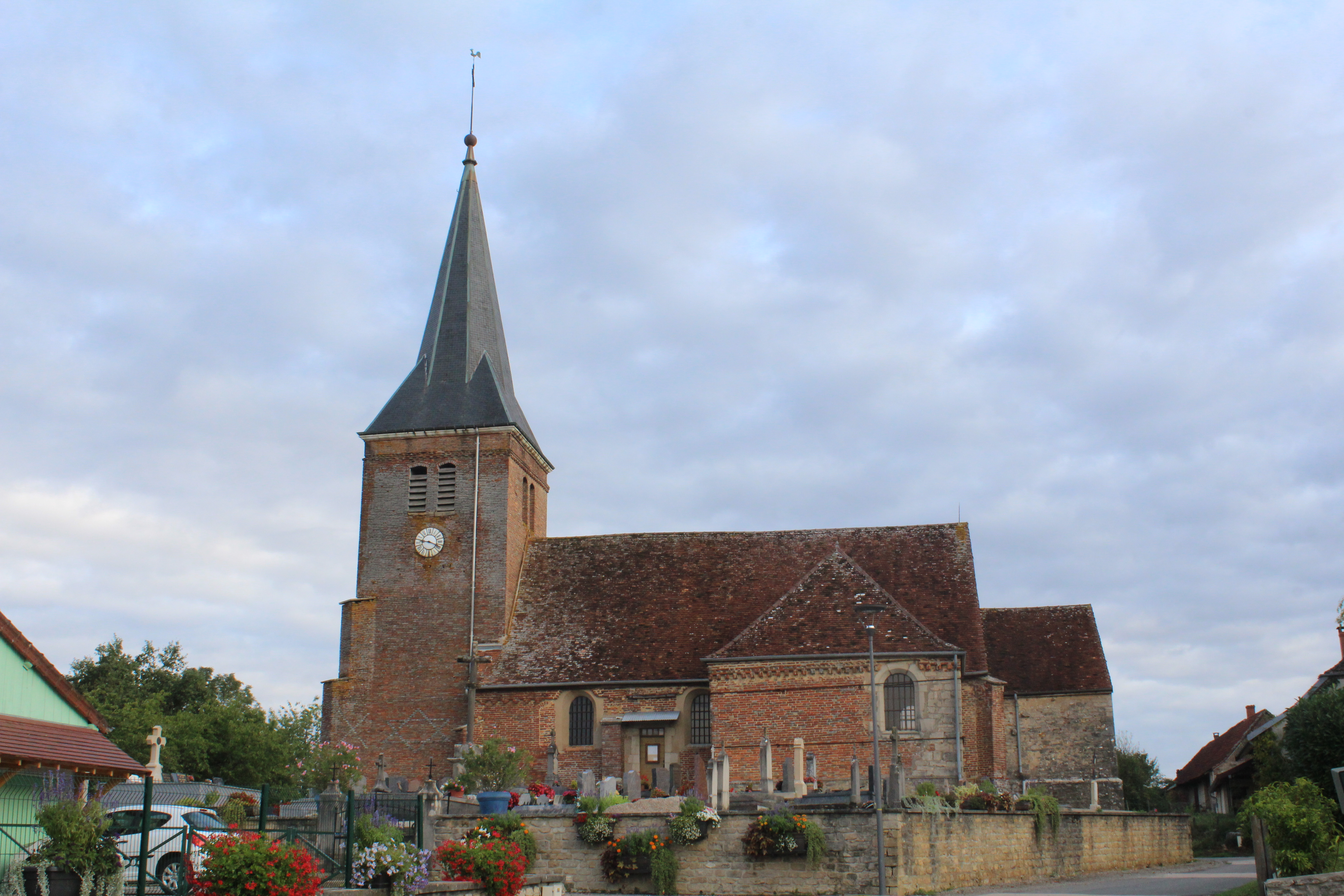
Église Saint-Pierre-ès-Liens.

- Église Saint-Pierre-ès-Liens (XIIIe-XVIe-XIXe s), inventoriée par l'IGPC en 1986[21] ;
- Forteresse (XIIIe-XIVe s), au hameau de Jousseau, inscrit MH depuis 1994[22] ;
- Demeure, dite « Château » (XVIIIe s), au bourg, inventoriée par l'IGPC en 1986[23] ;
- Fermes (XVIIIe-XIXe s), inventoriées par l'IGPC en 1986[24],[25],[26],[27],[28],[29],[30],[31] ;
- Moulin (XVIIIe-XXe s), Rue des Prés Martin, inventorié par l'IGPC en 1995[32] ;
- Fromagerie (XXe s), au lieu-dit "le Bourgeau", inventoriée par l'IGPC en 1995[33].

### Héraldique
Pour un article plus général, voir Armorial des communes du Jura.
| Blason de Cosges | Blason  | Coupé : au 1er d'azur semé de billettes d'or, au 2d de gueules plain ; à un cheval ailé élancé et contourné d'argent brochant sur le tout. |
| Blason de Cosges | Détails | Le cheval ailé rappelle une légende locale. Présent sur le site de la commune.                                                             |